# 버지니아 스퀘어-GMU역
버지니아 스퀘어-GMU역은 워싱턴 메트로에 있는 미국의 철도역이다.

## 역 주변
- 조지 메이슨 대학교